# Молтенинов, Илья Алексеевич
Илья́ Алексе́евич Молтени́нов (15 декабря 1995, Москва) — российский футболист, нападающий «Кубани».

## Биография
Воспитанник академии «Чертаново», начинал под руководством Дениса Палкина, затем тренировался у Леонида Аблизина. Вызывался в юношеские сборные России (U-12) и Москвы. После выпуска играл в главной команде академии во второй лиге.
После ухода из «Чертаново» играл в липецком «Металлурге», пензенском «Зените», московском «Велесе», ростовской «Академии» и «Салюте» из Белгорода. В 2020 году вернулся в родной клуб, игравший в ФНЛ, и в первом же сезоне стал его лучшим бомбардиром.
В июне 2021 перешёл в «Енисей», с которым дошёл до полуфинала Кубка России. В матче со «Спартаком» вышел на поле на 90-й минуте, заменив Никиту Глушкова.
В сентябре 2022 года стал игроком «Уфы».
В июне 2024 вернулся в красноярский «Енисей», вновь дебютировав в матче с «КАМАЗом».

## Достижения
- Полуфиналист Кубка России (2021/2022)